# Leptophion tetus
Leptophion tetus är en stekelart som beskrevs av Ian D. Gauld 1977. Leptophion tetus ingår i släktet Leptophion och familjen brokparasitsteklar. Inga underarter finns listade i Catalogue of Life.